# Depot I von Prag-Kobylisy
Das Depot I von Prag-Kobylisy (auch Hortfund I von Prag-Kobylisy) ist ein Depotfund der frühbronzezeitlichen Aunjetitzer Kultur aus Kobylisy, einem Stadtteil von Prag, Tschechien. Es datiert in die Zeit zwischen 2000 und 1800 v. Chr. Das Depot befindet sich heute im Nationalmuseum in Prag.

## Fundgeschichte
Das Depot wurde am 3. Dezember 1912 von Sammlern neben einer Ziegelei entdeckt. Die Fundstelle liegt am südöstlichen Fuß eines langgestreckten Hügels. Hier befand sich eine Siedlung der eisenzeitlichen Bylaner Kultur (8. bis Anfang 6. Jh. v. Chr.). 
Es handelt sich um einen von zahlreichen Depotfunden aus dem Stadtgebiet von Prag. In Kobylisy wurde 1923 in nur 350 m Entfernung noch ein zweites Depot der Aunjetitzer Kultur gefunden.

## Zusammensetzung
Das Depot besteht aus zwei bronzenen massiven Ovalringen. Diese haben verdünnte, gerade abgeschnittene Enden mit schrägen Rillen. An den Innenseiten sind Spuren von Gussnähten zu erkennen. Das Gesamtgewicht der beiden Ringe beträgt 1,25 kg.